# Señorío de Benejúzar
El señorío de Benejúzar fue concedido a Jaime Rosell y Desprats a mediados del siglo XVI por el rey de España Felipe II.

## Historia
Benejúzar era una heredad que en el siglo XIII, tras la reconquista cristiana de la Vega Baja, fue entregada en propiedad a la familia Martí, quienes la mantuvieron hasta finales del siglo XV.
Tras el fallecimiento del último miembro de esta familia, uno de sus descendientes, Pablo Rosell y Martí, instauró a la Casa de Rosell en la heredad de Benejúzar.
Tras Pablo Rosell y Martí, su hijo Jaime Rosell y Castañeda heredó los dominios sobre las tierras benejucenses. Él fue el último heredero de la Heredad de Benejúzar, siendo su hijo Jaime Rosell y Desprats el que pasó a ser el I Señor de Benejúzar.
Jaime Rosell y Desprats, que era Baile General de Orihuela recibió de la Corona Española la calidad y denominación de señorío para la Heredad de Benejúzar.
A Jaime lo sucedió su hijo José Rosell y Ruiz, II Señor y Caballero de la Orden de Alcántara, quien casó con Isabel de Rocamora y Molins, hija del Marqués de Rafal Jerónimo de Rocamora y Thomas.
A la muerte del II Señor, sucedió su hijo Alfonso Rosell y Rocamora, III Señor y Caballero de la Orden de Calatrava.
A éste lo sucedió su hijo Jaime Rosell y Ruiz, quien tras contraer matrimonio con la marquesa de Rafal Jerónima de Rocamora y Cascante, tuvo que añadir el apellido de los Rocamora a los suyos, pasando a llamarse Jaime Rosell de Rocamora y Ruiz, y además tuvo que adoptar el escudo de la Casa de Rocamora como propio.
Jaime Rosell de Rocamora fue el IV Señor de Benejúzar. Ocupó los cargos de Gobernador de Orihuela, Virrey de Mallorca, Consejero de Estado del Rey de Romanos Carlos de Habsburgo durante la Guerra de Sucesión Española y Marqués Consorte de Rafal. Además fue durante la Guerra de Sucesión Española un fiel aliado del Archiduque Carlos.
Debido a que Jaime Rosell de Rocamora quedó sin descendencia, en su testamento dejó el señorío de Benejúzar a su primo-hermano Luis Rosell y Roca de Togores, hijo de su tío Arnaldo Rosell y Rocamora, hermano este último de su padre. 
Luis Rosell y Roca de Togores (Luis I), V Señor, también quedó sin descendencia, dejando el señorío en testamento a su primo-hermano Luis Roca de Togores y Moncada (Luis II), VI Señor de Benejúzar y IX Señor de Ruidoms.
Luis Roca de Togores y Moncada (Luis II) sí tuvo descendencia, sucediéndolo en sus señoríos su hijo Juan Roca de Togores y Escorcia, VII Señor de Benejúzar, I Conde de Pinohermoso, I Vizconde de Casablanca y X Señor de Riudoms y de la Daya Vieja. Fue Gentilhombre de Cámara del Rey, Maestrante de Valencia y Caballero de la Orden de San Juan.
Falleció el 18 de enero de 1794 a consecuencia de una caída desde un caballo, cuando paseaba junto al Rey de España Carlos IV.
Lo sucedió su hijo Luis Roca de Togores y Varcárcel (Luis III), VIII Señor de Benejúzar y último portador de este título señorial. También fue el II Conde de Pinohermoso, II Vizconde de Casagrande y XI Señor de Ruidoms y de la Daya Vieja. Ocupó al igual que su padre el cargo de maestrante de Valencia. Participó de manera intensa en la Guerra de la Independencia. Fue brigada-jefe del Estado Mayor, comandante general y gobernador de Alicante y coronel del Regimiento de Infantería de Orihuela. 
Tras finalizar la Guerra de la Independencia, el tiempo del antiguo régimen había quedado atrás y los señoríos fueron abolidos.

## Listado de los Señores de Benejúzar
|                                  | Titular                          | Periodo                          |
| Creación por Felipe II de España | Creación por Felipe II de España | Creación por Felipe II de España |
| -------------------------------- | -------------------------------- | -------------------------------- |
| I                                | Jaime Rosell y Desprats          |                                  |
| II                               | José Rosell y Ruiz               |                                  |
| III                              | Alfonso Rosell y Rocamora        |                                  |
| IV                               | Jaime Rosell de Rocamora y Ruiz  | -1727                            |
| V                                | Luis Rosell y Roca de Togores    | 1727-                            |
| VI                               | Luis Roca de Togores y Moncada   | –1779                            |
| VII                              | Juan Roca de Togores y Escorcia  | 1779-1794                        |
| VIII                             | Luis Roca de Togores y Varcárcel | 1794–1812                        |

- Datos: Q5653530